# مرصد أوكايمدن الفلكي
يقع مَرْصَدُ أُوكَايَمْدَنَ الفَلَكِيُّ في جماعة أوكايمدن في إقليم الحوز جنوب مراكش على ارتفاع 2750 مترا، وقد بدأ تشغيله منذ سنة 2011، وهو مرصد يحضى باعتراف الاتحادِ الفلكيِّ الدوليِّ ويُؤوِي مِقْرَابًا آليًّا. يُدِيرُ هذا المرصدَ زُهَيْرُ بنُ خَلْدُونَ رئيسُ وأحدُ مؤسسي الجمعية الفلكية العربية وكذا أستاذُ علم الفلك بجامعة القاضي عياض.